# 石朗
石朗（？—333年），是十六国后赵将领。
333年（东晋咸和八年、后赵建平四年）河东王石生镇守关中，石朗镇守洛阳。十月，石朗在洛阳起兵，响应石生讨伐丞相石虎。石生自称秦州刺史，派使者向东晋请降。氐族统帅蒲洪自称雍州刺史，向西依附张骏。石虎让太子石邃留守襄国，自己带领步骑兵七万人进攻在金墉城的石朗。金墉城被攻破，执获石朗。石虎砍掉石朗的双脚，再斩首。